# 田午
田午（前400年—前357年），戰國時期田氏齊國第三任國君，當時稱陳侯午，《竹書紀年》作田侯午，《史記》等後世史料作田齊桓公，完整諡號為田齐孝武桓公，單字謚號為桓公，因與“春秋五霸”之一的姜齊的齊桓公小白相同，故史稱田齊桓公或齊桓公午。

## 生平
田齊桓公本名田午，是太公和與孝大妃之子，史載他「弒其君及孺子喜而為公」，意思是說他殺了兄長田剡而自立。其在位時曾創建稷下學宮，招攬天下賢士，聚徒講學，著書立說。一時人才薈萃，彬彬大盛，齊宣王時規模達到鼎盛。
相傳名醫扁鵲曾為他看病，在起病由輕到重衍變時連勸了三次，田午因為諱疾忌醫而不聽，後來扁鵲再來時，現其已病入膏肓，無法醫療；扁鵲只得轉身而退，並連夜逃往秦國，不久田午就病發去世。